# Mac Hamilton
Mac Hugo Gilbert Hamilton, född 28 augusti 1952 i Uppsala, är en svensk målare och grafiker.
Mac Hamilton är bosatt på Söder i Stockholm. Hamilton arbetar huvudsakligen med stillebenet som uttrycksform och experimenterar med olika material. Ett medvetet växlande sker mellan akvarell, olja, tempera och blandtekniker. Hamiltons egna formspråk utvecklas ständigt. En teknik som betytt mycket är färgträsnittet, där han tvingats förenkla och stilisera utan att tappa den ursprungliga känslan.
Mac Hamilton är representerad på Moderna museet i Stockholm och har haft ett flertal utställningar, såväl separat som samlingsutställningar, sedan 1970-talet.